# Spyridon Belokas
Spyrídon Belókas (griechisch Σπυρίδων Μπελόκας, * 1878 in Athen; † unbekannt) war ein griechischer Langstreckenläufer.
Beim Marathon der Olympischen Spiele 1896 in Athen lief er in 3:06:30 h auf dem dritten Platz ein, wurde aber nach einem Protest des Ungarn Gyula Kellner, der als Nächster das Ziel erreichte, disqualifiziert, weil er auf einem Teilstück in einer Kutsche mitgefahren war.
Belokas startete auch beim Marathon der Olympischen Zwischenspiele 1906 in Athen, beendete jedoch nicht das Rennen.